# Mogomotho
Mogomotho – wieś w Botswanie w dystrykcie North West. Według spisu ludności z 2011 roku wieś liczyła 843 mieszkańców.